# Cărpenișu
Cărpenișu – wieś w Rumunii, w okręgu Giurgiu, w gminie Găiseni. W 2011 roku liczyła 964 mieszkańców.